# 찰스 듀크
찰스 모스 듀크 주니어(영어: Charles Moss Duke Jr., 1935년 10월 3일 ~ )는 전 미국 우주비행사, 미 공군 장교이자 시험 조종사이다. 1972년 아폴로 16호의 달 착륙선 조종사로써, 그는 36세 201일의 나이로 달 위를 걸은 10번째이자 최연소 사람이 되었다.
1957년 미국 해군사관학교를 졸업한 그는 미 공군에 입대했다. 그는 조지아 무디 공군기지의 F-86 세이버에서 고등 비행 훈련을 마쳤는데, 그곳에서 그는 뛰어난 졸업생이었다. 이 훈련을 마친 뒤 듀크는 서독 람슈타인 공군기지의 제526전투기-인터셉터 편대에서 3년간 전투기 조종사로 복무했다. 1965년 9월 항공우주 연구 파일럿 스쿨을 졸업한 후, 그는 조종 시스템을 가르치는 교관으로 남아 F-101 부두, F-104 스타파이터, 그리고 T-33 슈팅 스타를 조종했다.
듀크는 텍사스주 뉴브라운펠스에 거주하며 2020년 올해의 텍사스로 선정되었다. 그는 우주인 장학재단 이사장으로 2년 동안 재직했으며 현재 재단 이사회에서 일하고 있다. 그는 나사의 영화와 달에서의 아폴로 임무에 대한 개인적인 이야기로 인기 있는 동기부여 연설가이자 독실한 기독교인이다.

## 사생활
1978년 이래로 듀크는 다시 태어난 기독교 신자이다. 그는 책에서 자신의 성질, 자존심, 일에 대한 일편단심, 탐욕으로 아내와 자녀와의 관계가 파탄에 이르렀고 1960년대 후반과 1970년대 초반 이혼 위기에 처했다고 썼다. 도티는 우울증을 앓았고 자살을 고려했다. 그보다 먼저 기독교인이 된 듀크와 도티는 그들의 삶을 훨씬 더 완전하고 즐겁게 만든 것에 대해 신에게 공로를 돌린다. 듀크는 그의 삶을 예수께 바친 후에 그의 결혼과 그의 자녀들과의 관계가 상당히 개선되었다고 말했다. 그는 기독교 사역에 적극적이다.

## 문화적 묘사
듀크는 가상의 청소년 오디오 어드벤처 시리즈 조나단 박의 34화에 나오는 인물이다. 이 대본은 시리즈 제작팀이 듀크와의 인터뷰를 바탕으로 만들어졌다.